# マルクス・ユニウス・ブルトゥス (紀元前83年の護民官)
マルクス・ユニウス・ブルトゥス（ラテン語: Marcus Iunius Brutus, ？ - 紀元前77年）は、共和政ローマ後期の政務官。ガイウス・ユリウス・カエサル暗殺に関わったマルクス・ユニウス・ブルトゥスの父である。

## 略歴
紀元前83年の護民官として知られる。カプアに植民市を建設する法（Lex Iunia de colonia Capuam Deducenda）を成立させたが、後にキケロがこれを父祖の風習に反するとして批判している。また、紀元前81年の『クィンクティウス弁護』では、裁判を妨害したようである。
カプア入植は、第一次ミトリダテス戦争に勝利したルキウス・コルネリウス・スッラのイタリア帰還を牽制するためのもので、ブルトゥスが護民官に就任した紀元前84年12月10日から翌83年春までの間と考えられている。カプアのあるカンパニア地方は、グラックス兄弟時代から反中央的な性格が強く、この入植は同時に第二次ポエニ戦争時代の紀元前212年に法的権限を全て奪われていたカプアの権利を回復させ、協力させるためのものだったのではないかとする説もある。カプアはスッラを迎え撃った紀元前83年の執政官ガイウス・ノルバヌスを支援したため、スッラに植民を破棄させられた。この地方の有力者がブルトゥスの植民をかなり歓迎していたことが窺える。
紀元前77年、前年の執政官マルクス・アエミリウス・レピドゥスの下で恐らくレガトゥスを務めたが、レピドゥスはエトルリアのファエスラエで反乱を起こし、元同僚のクィントゥス・ルタティウス・カトゥルス・カピトリヌスに敗北した。ブルトゥスはガリア・キサルピナにいるところをグナエウス・ポンペイウスに討伐された。
後にルキウス・スクリボニウス・リボが告発された際、彼の味方をしたポンペイウスが告発者を「彼は冥府から来たのだろう」と侮辱したら、「そうだ。冥府で見たぞ。剣で斬られたブルトゥスが、お前の裏切りを呪っていたぞ」と応えた逸話が残っている。